# Sejdoł
Sejdoł (bułg. Сейдол) – wieś w Bułgarii, w obwodzie Razgrad, w gminie Łoznica. W 2023 roku liczyła 492 mieszkańców.